# Syntexis libocedrii
Syntexis libocedrii  (лат.) — вид перепончатокрылых насекомых семейства Anaxyelidae (Siricoidea) подотряда сидячебрюхие, единственный в составе рода Syntexis и единственный современный представитель семейства Anaxyelidae.
Эндемик США, где обнаружен в трёх штатах: Айдахо, Калифорния, Орегон. Длина от 4,6 до 13,3 мм. Педицель такой же длины как и скапус усика. В переднем крыле полностью отсутствует SC, а жилка 1r-rs длиннее 2r-rs. Вид был описан в 1915 году американским энтомологом С. А. Ровером (Sievert Allen Rohwer; 1887—1951), который первоначально поместил его в семейство Cephidae. Британский энтомолог Роберт Бенсон (Robert Bernard Benson; 1904—1967) обнаружил у него больше сходства с семейством Xiphydriidae, но учитывая наличие широкой бороздки между мезоскутеллюмом и метанотумом и различия в жилковании, образовал семейство Syntexidae Benson, 1935. Позднее, российский палеоэнтомолог Расницын (Rasnitsyn, 1969) включил его в состав Anaxyelidae в качестве подсемейства. Развиваются на хвойных растениях из семейства кипарисовые: Libocedrus decurrens, можжевельник западный и туя складчатая.